# Ivan Buljan
Ivan Buljan, né le 11 décembre 1949 à Runovići, est un footballeur croate qui joue au poste de défenseur pour l'équipe de Yougoslavie dans les années 1970. Il fait partie de la sélection yougoslave lors de la Coupe du monde 1974 en Allemagne.
Buljan a atteint la finale de la coupe des champions en 1980 avec Hambourg contre Nottingham Forest.

## Palmarès

### En club
Hajduk Split
- Champion de Yougoslavie en 1971, 1974 et 1975.
- Vainqueur de la Coupe de Yougoslavie en 1972, 1973, 1974, 1976 et 1977.

 Hambourg SV
- Champion d'Allemagne en 1979.

 Cosmos de New York
- Champion de NASL en 1982.

### Équipe nationale
- 36 sélections et 2 buts en équipe de Yougoslavie entre 1973 et 1981.
- Demi-finaliste de l'Euro 1976.
- Deuxième tour à la coupe du monde 1974.